# Спомен фонтана „Рањеник“
44° 01′ 00″ С; 20° 54′ 18″ И / 44.0167939° С; 20.9049557° И
Спомен фонтана „Рањеник“ је споменик који се налази у централном делу Великог парка у Крагујевцу. Дело је познатог крагујевачког вајара Драгана Панића. Налази се у средини ронделе на централној алеји парка, где је постављен 1953. године, на месту некадашњег Музичког павиљона. Бронзана скулптура рањеног борца, која се налази у средини фонтане једна је од најзначајнијих реалистичких скулптура пејзажне архитектуре Крагујевца.
Испред спомен фонтане „Рањеник“, полагањем венаца, обележава се 7. јул − Дан устанка народа Србије против фашистичког окупатора у Другом светском рату.

## Изглед фонтане
Фонтана је правилног кружног облика, са „острвом” од природног, необрађеног камена у центру. На њему се налази бронзана скулптура рањеног борца који из руке пије воду. Фонтана се водом снабдева млазевима који долазе из шест бронзаних фигура лављих глава, које красе обод фонтане. 
Споменик нема политичке и војне ознаке, а по легенди, непознати ратник је успео да стигне до воде, утоли жеђ, залечи ране и спасе се на острву.

## Рестаурација
Крајем фебруара 2011. године фонтана је оштећена. Са њеног обода украдено је пет од шест бронзаних лављих глава. Бронзане фигуре су однете усред дана, а према речима очевидаца, крадљивци су личили на раднике па их нико није ометао мислећи да се ради о поправци фонтане.
Парк је у целости реновиран 2015. године, поводом прославе 110. година постојања. Том приликом фонтана је враћена у функцију − очишћена од смећа и офарбана у препознатљиво плаву боју и у њу је пуштена вода. Године 2020. фонтана је рестаурирана и њен обод поново красе лавље главе у којима су млазнице из којих прска вода. Иницијативу за рестаурацију фонтане поднео је Савез удружења бораца Народноослободилачких ратова Крагујевца.
- Детаљи фонтане